# Барнаби, Натаниель
Сэр Натаниель Барнаби (англ. Nathaniel Barnaby; 25 февраля 1829, Чатем, Кент — 16 июня 1915, Лондон) — британский кораблестроитель, с 1872 по 1885 годы служивший главным строителем Королевского флота Великобритании. Один из основателей старейшего английского общества морских инженеров. Кавалер ордена Бани.

## Биография

### Ранние годы
Натаниель Барнаби родился в Чатеме 25 февраля 1829 года. В 14 лет в Ширнессе поступил на флот учеником. Завершив учёбу в военной-морской школе Портсмута, в 1852 году в возрасте 23 лет стал чертёжником на казённой верфи в Вулвиче. Спустя два года, в 1854 году, назначен в Управление военного кораблестроения. Участвовал в проектировании HMS Warrior.
В 1863 году главным строителем флота стал Эдвард Рид, женатый на сестре Барнаби. Сам Барнаби возглавил штаб Рида и в этом качестве участвовал в проектировании большинства новых кораблей.

### Зрелые годы
После отставки Рида Барнаби в 1872 году был в возрасте 43 лет назначен «президентом совета по кораблестроению» и главным корабельным инженером флота.
Сэр Натаниель Барнаби возглавлял военное кораблестроение Британии в течение 13 лет, и период его пребывания в должности был отмечен исключительными трудностями в создании проектов, как в техническом, так и в финансовом плане.
Диапазон его конструктивных свершений простирался от последних рангоутных броненосцев с центральной батареей до башенных кораблей, несущих самые огромные орудия из когда-либо установленных на британских линкорах — необычайно пестрая коллекция типов, созданных за беспрецедентно короткий 13-летний период.

## Проекты
- Таранный миноносец «Полифемус»
- Броненосцы типа «Колоссус»
- Бронепалубные крейсера типа «Калипсо»
- HMS Alexandra (1875)
- HMS Inflexible (1876)
- HMS Rattlesnake (1886)